# Kansas Pacific Railway

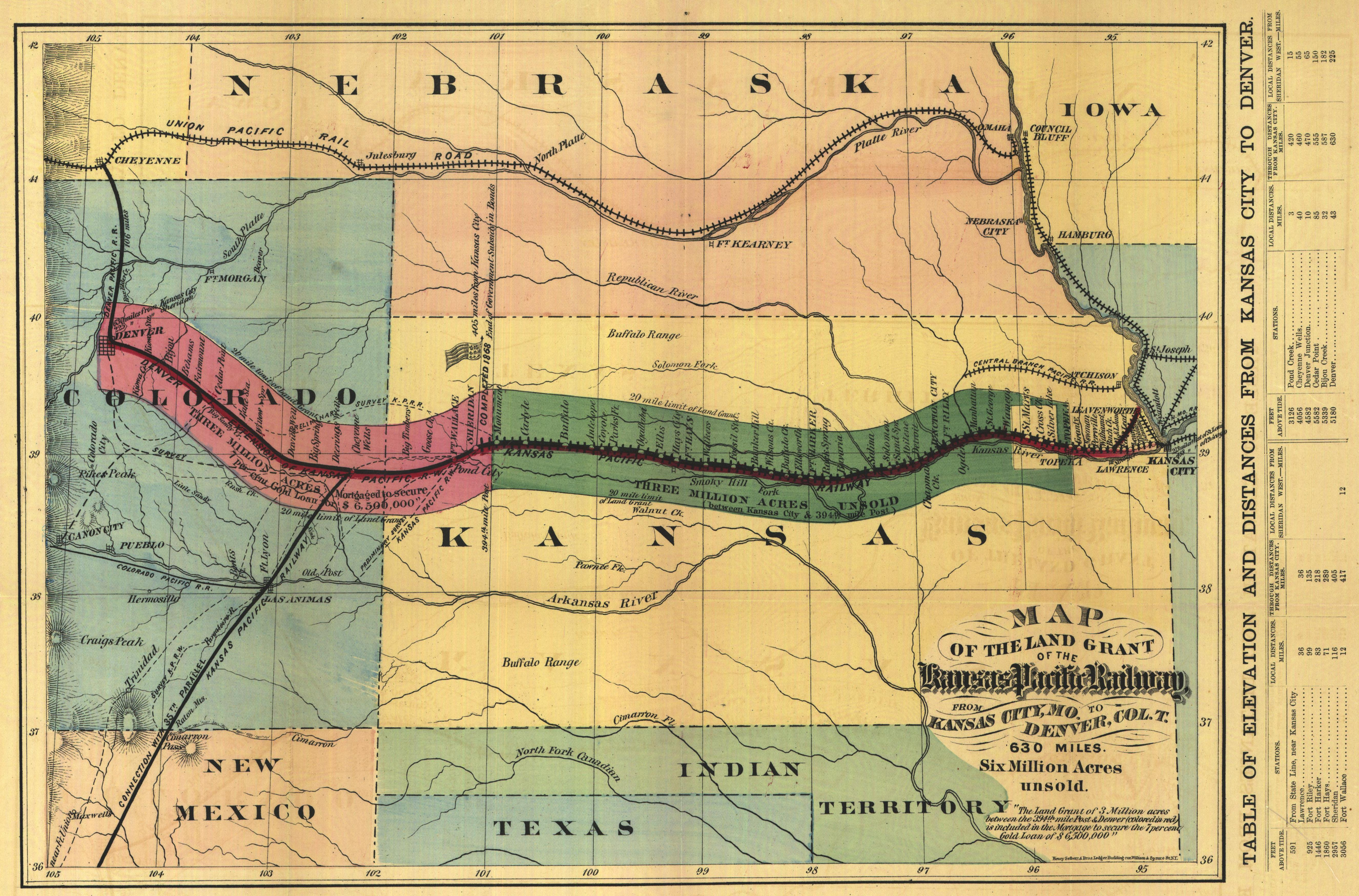
Die Hauptstrecke der Kansas Pacific auf einer Karte von 1869

Die Kansas Pacific Railway war eine amerikanische Eisenbahngesellschaft.
Ihre Ursprünge liegen in der Leavenworth, Pawnee and Western Railroad von 1855; 1880 ging sie in der Union Pacific Railroad auf.
Die Arbeiten an der Hauptstrecke von Kansas City aus in Richtung Westen begannen im September 1863. Im Folgejahr waren die ersten 64 km bis nach Lawrence in Betrieb. Im Herbst 1866 reichte die Strecke bis nach Junction City; dort wurde ein Lokschuppen errichtet. Unterstützt durch Investoren aus Deutschland begannen im Oktober 1869 die Arbeiten zur Verlängerung der Strecke nach Colorado. Im März 1870 reichte die Strecke bis Kit Carson (Colorado).